# Ла-Тюрбаль
Ла-Тюрбаль (фр. La Turballe) — коммуна на западе Франции, находится в регионе Пеи-де-ла-Луар, департамент Атлантическая Луара, округ Сен-Назер, кантон Геранд. Расположена в 27 км к северо-западу от Сен-Назера и в 56 км к юго-востоку от Вана, в 27 км от национальной автомагистрали N171, на побережье Бискайского залива. Южная часть коммуны занята солончаками Геранд.
Население (2017) — 4 426 человек.

## История
Мегалиты и археологические находки, обнаруженные во время раскопок, свидетельствуют о проживание людей на территории коммуны с неолита (3000 лет до н.э.). В I тысячелетии до н.э. сюда переселились кельты из Центральной Европы. Ла-Тюрбаль находился на стыке территорий намнетов и венетов. От галло-римского периода сохранились остатки римских вилл и ферм. В конце VI века к югу от реки Вилен стали проникать бретонцы.
В Средние Века на территории нынешней коммуны Ла-Тюрбаль находилось несколько деревень, наибольшей из которых была Трекалан. Они относились к приходу Геранд. 
Главный предмет исторического наследия коммуны связан с Анной Бретонской. Вскоре после вступления на бретонский трон 9 сентября 1488 года 11-летняя герцогиня Анна Бретонская вместе со своим двором оставила охваченный чумой Нант и переехала в Геранд, где находилась около месяца. Она сохранила теплые воспоминания об этом периоде своей жизни и в 1505 году, уже будучи королевой Франции, прислала Геранду в подарок три короны, украшенные королевскими лилиями. Золотая корона была предназначена церкви Святого Альбина в Геранде, серебряная — деревне Сайе, бронзовая — деревне Трекалан. Первые две короны были утрачены во время Великой Французской революции, а корона Трекалана сохранилась и хранится сейчас в мэрии Ла-Тюрбаля. В 1979 года она была признана историческим памятником.

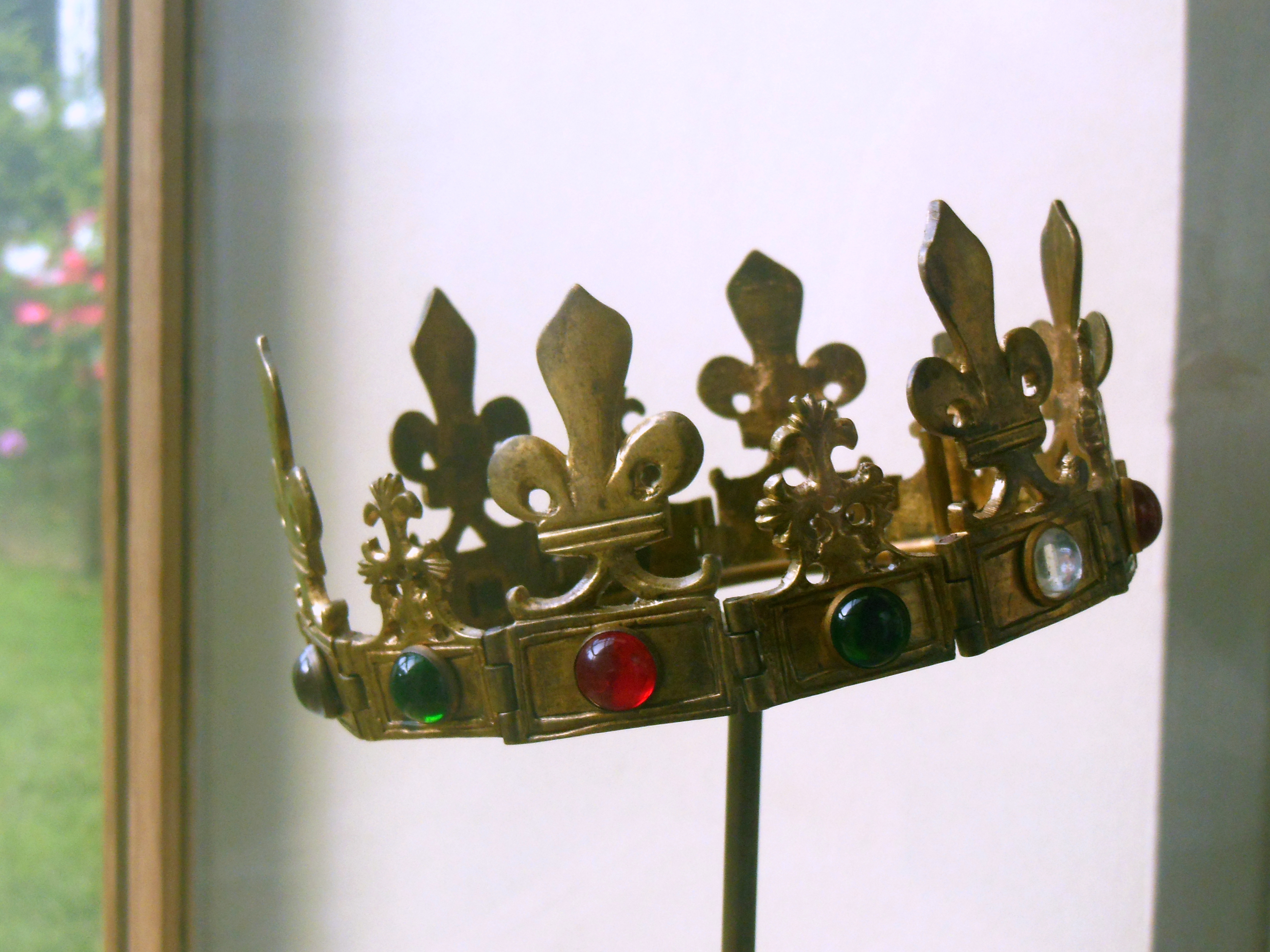
Корона герцогини Анны

Вплоть до начала XIX века Ла-Тюрбаль был рыбацкой деревней, обеспечивавшей рыбой Геранд. В 1825 году Пьер-Жозеф Колен открыл в Нанте первый в мире консервный завод. Сардины для этого производства поставлялись, в том числе, и из Ла-Тюрбаля. Это преобразило деревню, превратив ее в небольшой приморский городок, в котором проживали рыбаки, фермеры и производители соли; на окраине были построены предприятия по переработке сардин. Начинается долгий процесс отделения от Геранда.
20 октября 1847 года король Луи-Филипп подписал указ о выделении Трекалана в отдельный приход. Ла-Тюрбаль остается в составе коммуны Геранд, но по численности населения он уже превосходит Трекалан. В 1860-е годы жители Ла-Тюрбаля забрасывают префекта просьбами об отделении от Геранда. В итоге 17 мая 1865 года императрица Евгения, исполнявшая роль регента империи во время поездки в Алжир ее мужа, императора Наполеона III, подписала указ о выделении Ла-Тюрбаля в отдельную коммуну. 
В начале 1900-х годов Ла-Тюрбаль — небольшой современный город, с уличным освещением, тротуарами и телеграфом. В 1907 году через него прошла 33-километровая железнодорожная линия, связавшая Эрбиньяк и Геранд, закрытая в 1947 году. С 1927 года начинает приобретать определенную популярность как морской курорт благодаря своему протяженному песчаному пляжу. Во время Второй мировой войны через Ла-Тюрбаль проходил «Атлантический вал» — линия укреплений, построенная немцами для защиты от возможной высадки Союзников; сохранились отдельные фрагменты этих укреплений в виде бетонных сооружений, вросших в землю.

## Достопримечательности
- Церковь Нотр-Дам в Трекалане 1852-1871 годов в неороманском стиле, перестроенная в 1939 году
- Церковь Святой Анны 1937 года
- Часовня санатория Пен-Брон 1891-1906 годов в неороманском стиле
- Шато Ловерньяк XIV-XV веков в стиле ренессанса
- Ветряная мельница Кербруэ XVIII века
- Протяженные песчаные пляжи Гран-Фалез и Пен-Брон

## Экономика
Структура занятости населения:
- сельское хозяйство — 12,3 %
- промышленность — 4,4 %
- строительство — 13,1 %
- торговля, транспорт и сфера услуг — 37,6 %
- государственные и муниципальные службы — 32,5 %

Уровень безработицы (2017 год) — 14,4 % (Франция в целом — 9,4 % источник, департамент Атлантическая Луара — 11,6 %). 

Среднегодовой доход на 1 человека, евро (2017 год) — 22 690 (Франция в целом — 21 110, департамент Атлантическая Луара — 21 910).

## Демография
Динамика численности населения, чел.

## Администрация
Пост мэра Ла-Тюрбаля с 2020 года занимает Дидье Кадро (Didier Cadro). На муниципальных выборах 2020 года возглавляемый им левый блок победил в 1-м туре, получив 59,53 % голосов.
| Период | Период | Фамилия           | Партия                  | Примечания                                                            |
| ------ | ------ | ----------------- | ----------------------- | --------------------------------------------------------------------- |
| 1965   | 1983   | Раймон Фаншон     |                         | бывший моряк                                                          |
| 1983   | 1989   | Филипп Пижон      |                         | адвокат                                                               |
| 1989   | 2014   | Рене Леруа        | Социалистическая партия | депутат Национального собрания, член Генерального совета департамента |
| 2014   | 2020   | Жан-Пьер Браншеро | Разные правые           | предприниматель                                                       |
| 2020   |        | Дидье Кадро       | Разные левые            | руководитель столярной компании                                       |

## Города-побратимы
- Камариньяс, Испания
- Бюссан, Франция

## Галерея

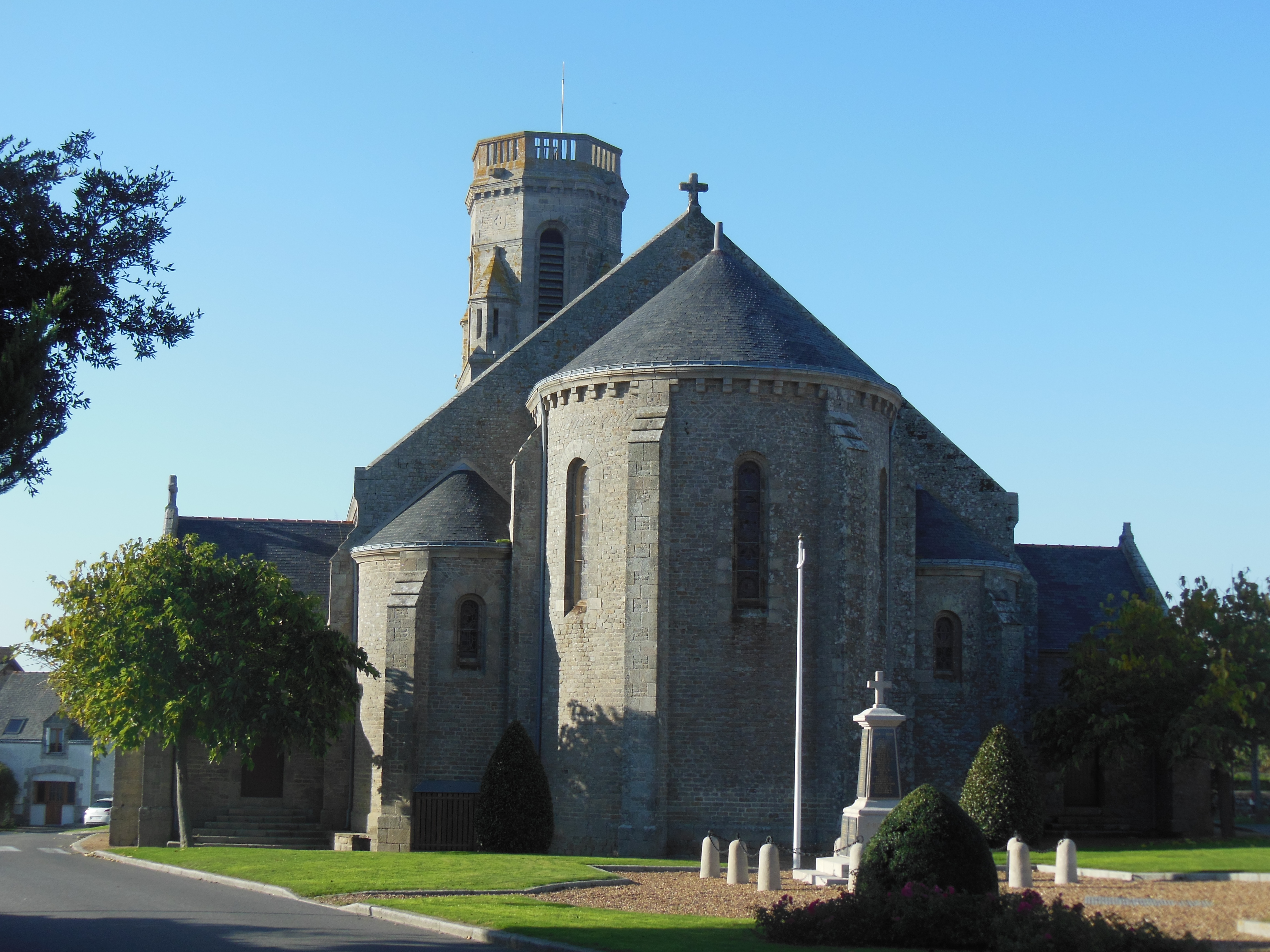
Церковь Нотр-Дам
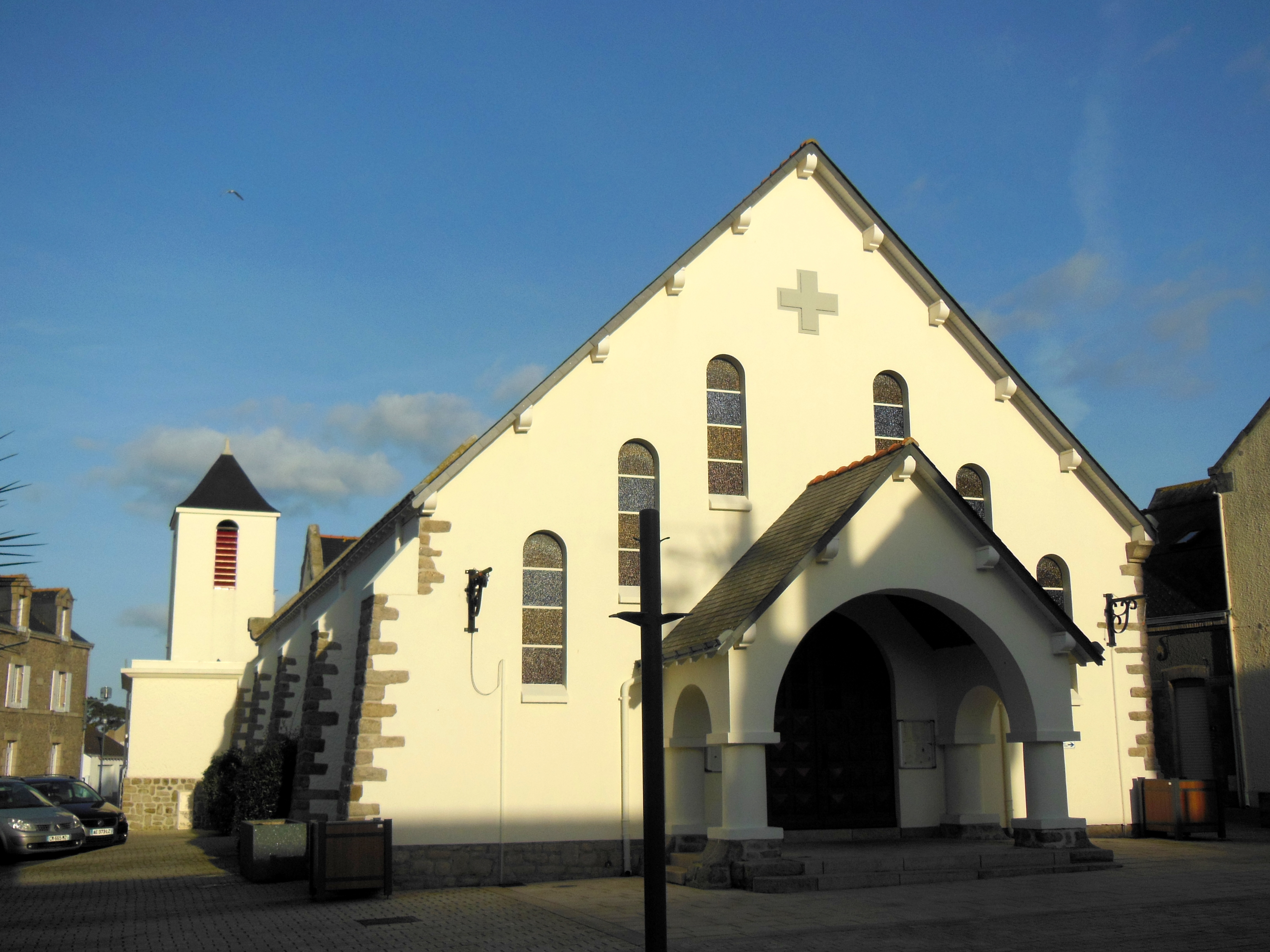
Церковь Святой Анны
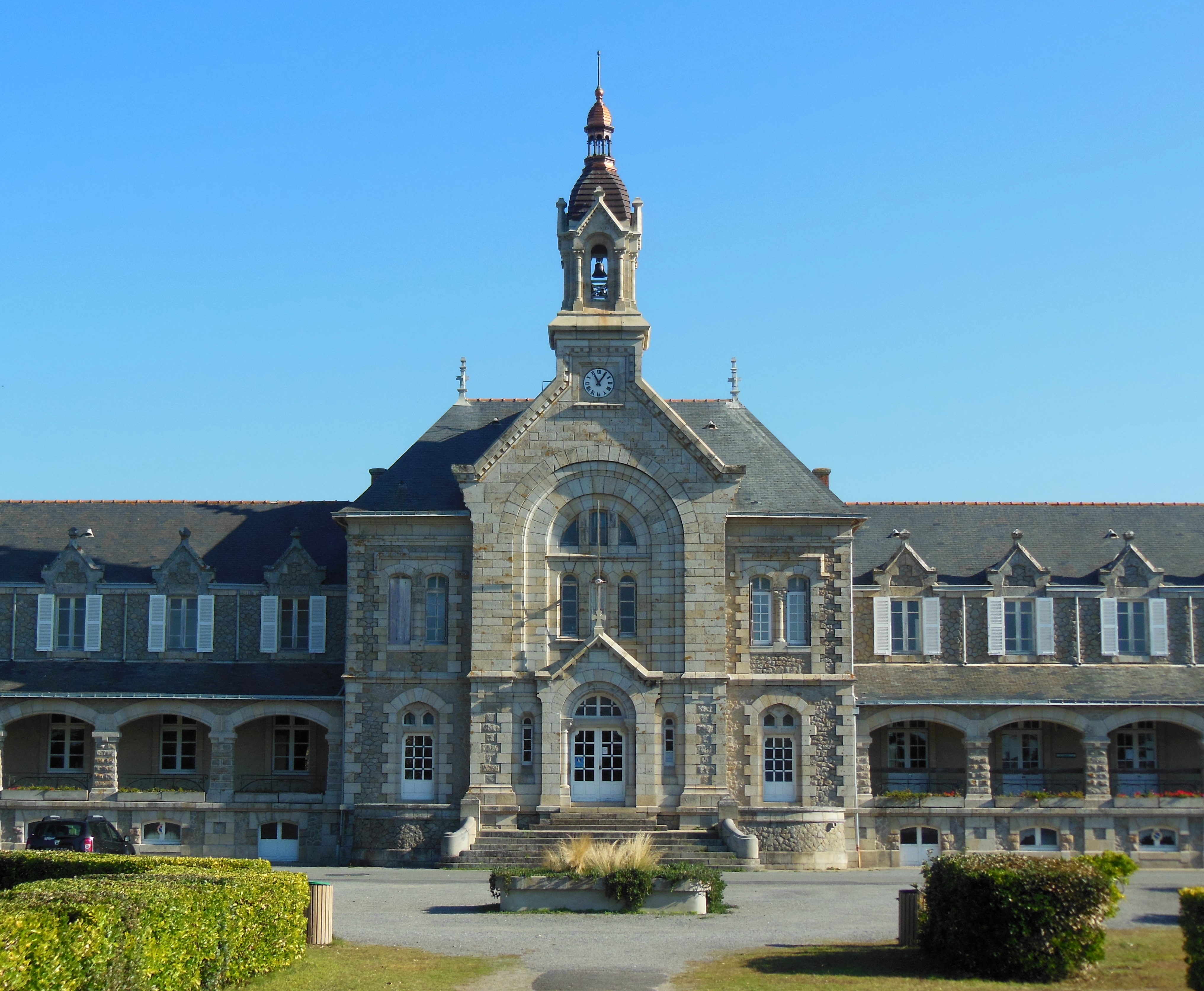
Часовня Пен-Брон
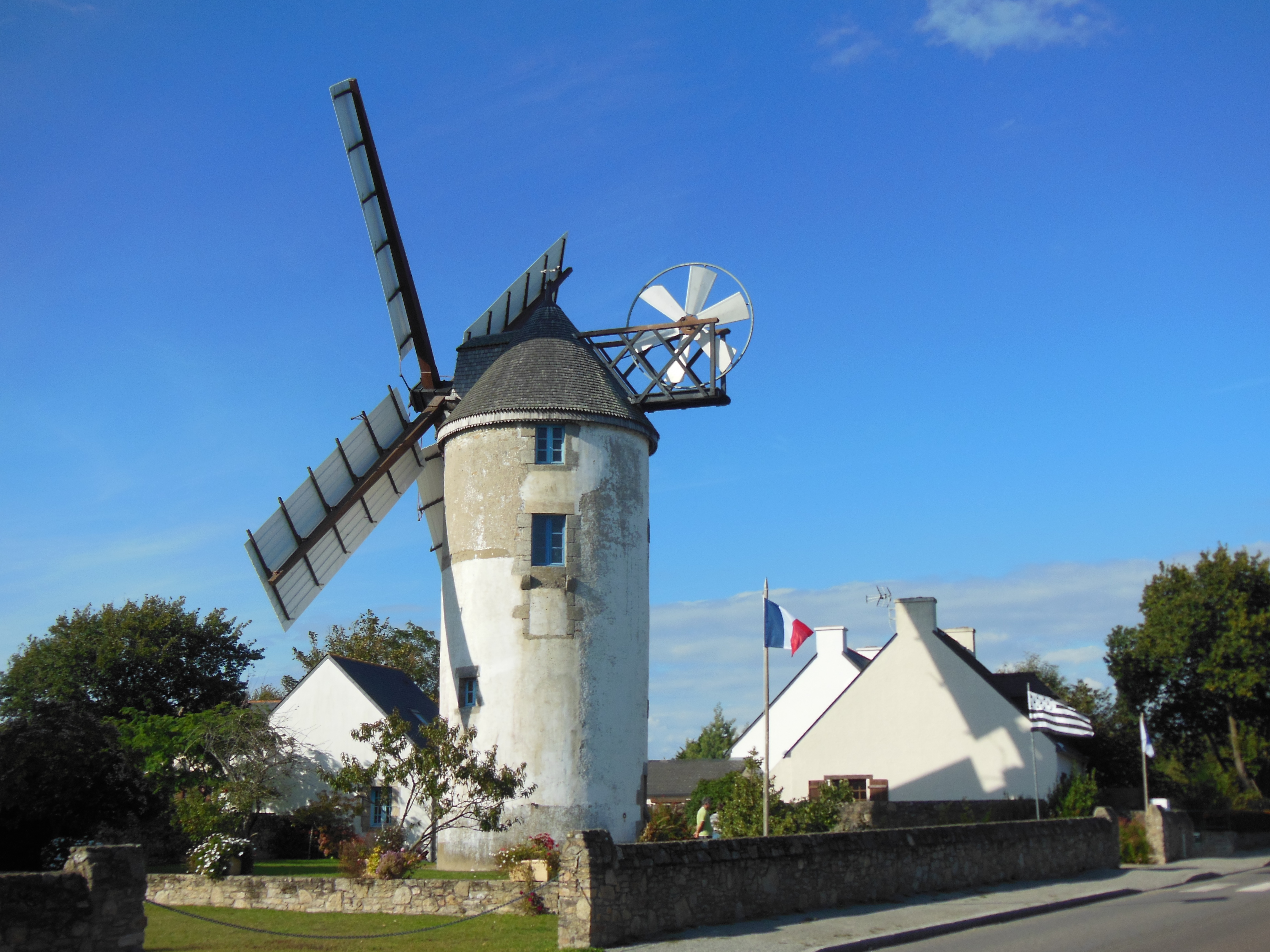
Ветряная мельница Кербруэ
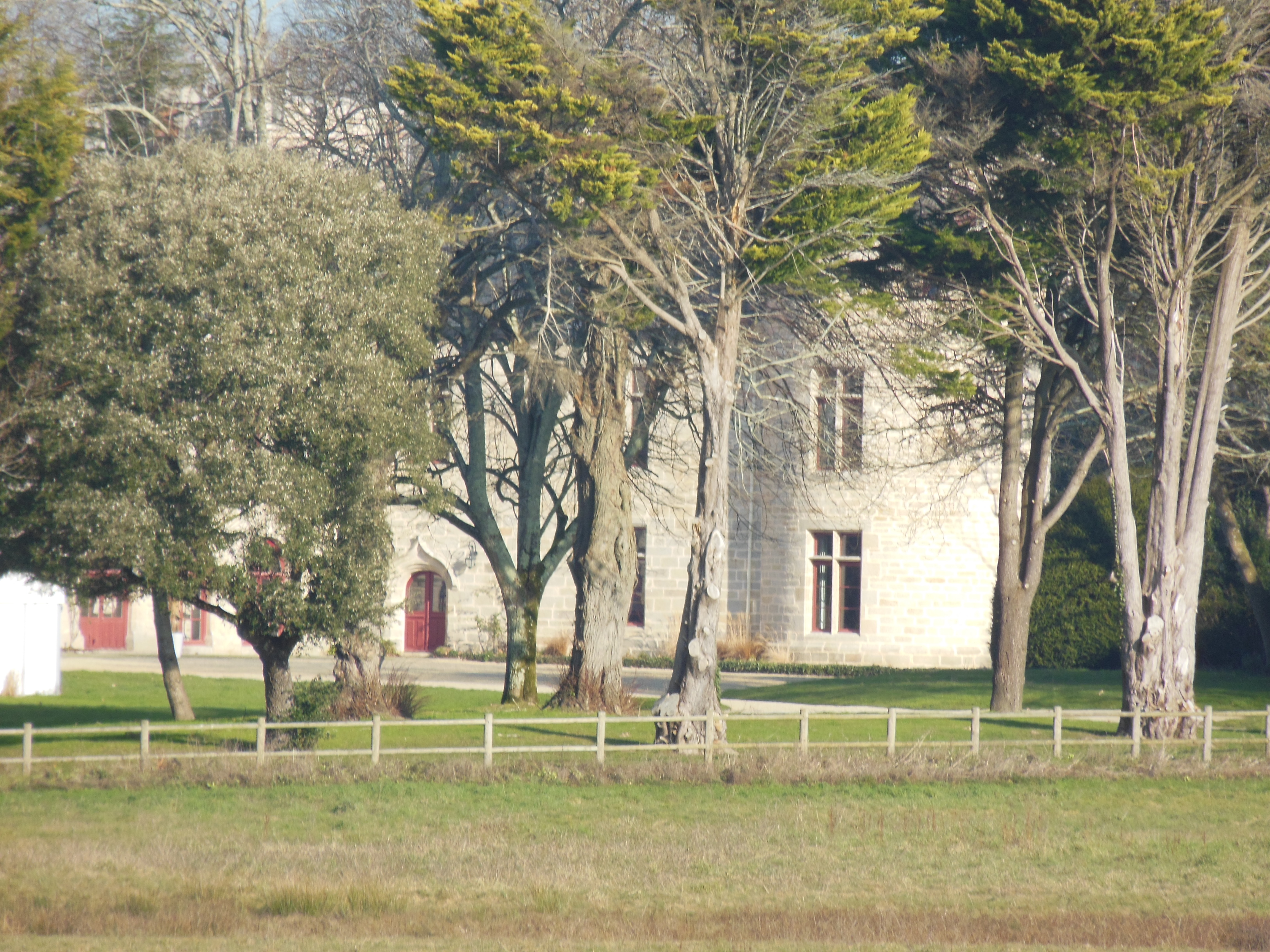
Шато Лаверньяк
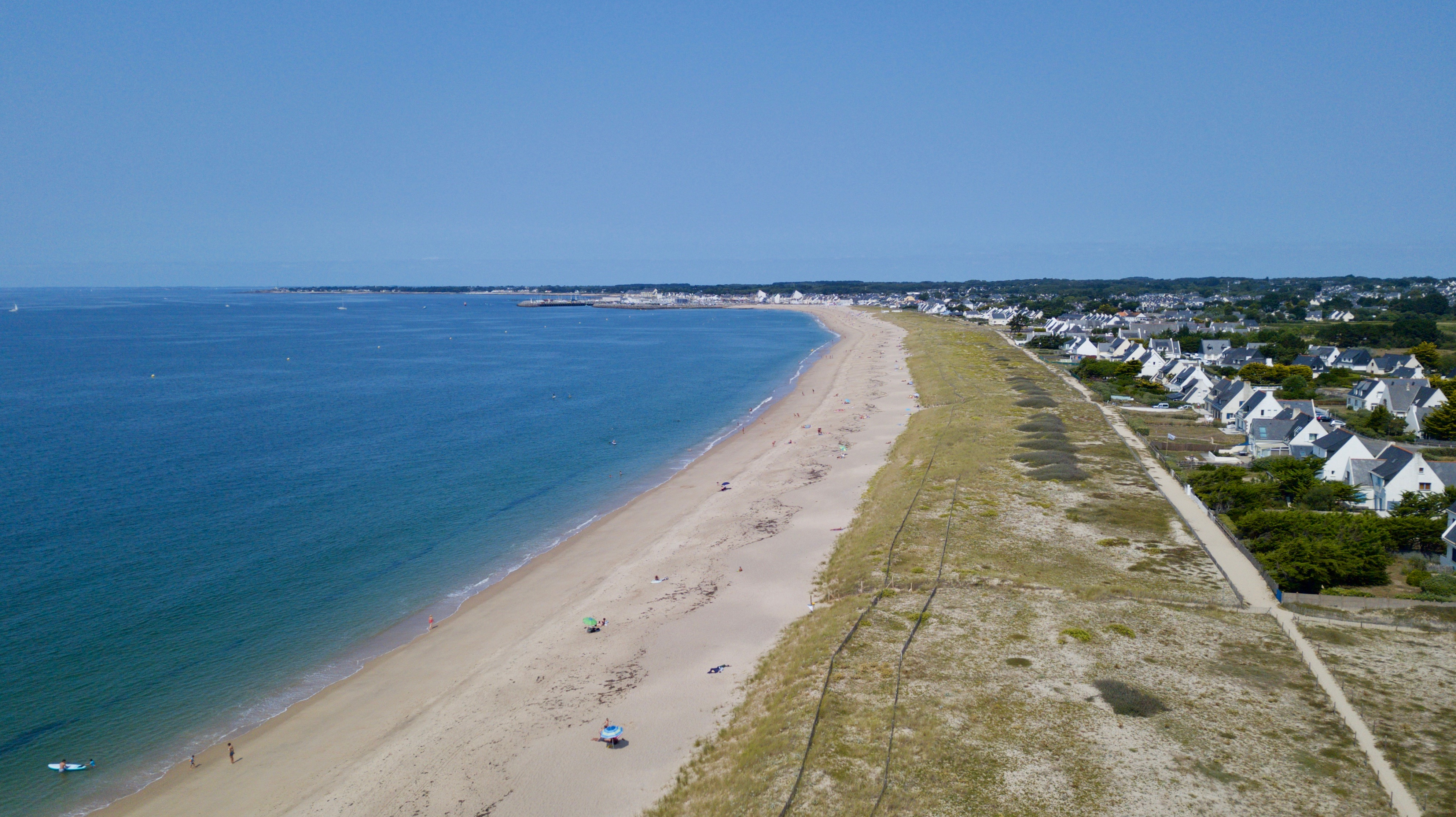
Пляж Гран-Фалез